# Рыбин, Алексей Трофимович
Алексе́й Трофи́мович Ры́бин (1908—1998) — деятель государственной безопасности СССР. По его утверждению, сотрудник личной охраны Сталина, охранял Орджоникидзе, Микояна, Кирова. Впоследствии (с 1935 года) военный комендант правительственной охраны Большого театра. Автор мемуаров, повествующих о жизни И. В. Сталина. Майор в отставке.

## В воспоминаниях современников
Первый человек, с которым я столкнулась, придя впервые на репетицию, был комендант Большого театра Рыбин — тот самый, который, много лет спустя напишет книгу «Я был охранником Сталина» (уж не знаю, когда, но с осени 47-го по весну 50-го и позднее он был комендантом ГАБТ) и сам сыграет себя в документальной ленте того же названия. Был он низкорослым, с головой в форме лежащей дыни, украшенной по бокам двумя оттопыренными ушами. Одет был в военизированную гимнастерку и сапоги, не скрывавшие кривизну ног. Лицо безликое, глаза бесцветные, без всякого выражения.
Похоронен на Ваганьковском кладбище.

## Кино
- Я служил в охране Сталина, или Опыт документальной мифологии — документальный фильм 1989 года с воспоминаниями А. Рыбина.
- Большой концерт народов или дыхание Чейн-Стокса — документальный фильм 1991 года с участием А. Рыбина.